# Crazy in Love
"Crazy in Love" é uma canção da artista musical estadunidense Beyoncé, contida em seu álbum de estreia em carreira solo Dangerously in Love (2003). Conta com a participação do rapper e seu atual marido Jay-Z e foi composta por ambos juntamente a Rich Harrison e Eugene Record, sendo produzida pela própria intérprete e por Harrison. Antes de encontrar-se com ela, Harrison conceituou a batida da faixa. Depois de desenvolvê-la, o produtor decidiu enviá-la apenas para o artista certo, e surpreendeu-se após receber uma ligação de Beyoncé. Enquanto estava no estúdio de gravação, ela surpreendeu-se pelo gancho de "Are You My Woman (Tell Me So)", composta por Eugene Record, que havia sido usado por Harrison enquanto conceituava a batida. A faixa foi escrita em cerca de duas horas, e Jay-Z improvisou seus versos em dez minutos.
A Columbia Records enviou o tema para estações de rádio em 18 de maio de 2003, servindo como o primeiro single do material. Posteriormente, a gravadora disponibilizou-a digitalmente em países como Brasil e Estados Unidos dois dias depois. Um extended play (EP) digital de remixes foi lançado em diversos países em julho do mesmo ano. Musicalmente, "Crazy in Love" é uma canção R&B que incorpora elementos musicais de gêneros como funk, hip hop e soul dos anos 1970. Apresenta o gancho de "Are You My Woman (Tell Me So)", de The Chi-Lites. Liricamente, trata de uma romântica obsessão que faz a protagonista ficar fora de si.
"Crazy in Love" foi aclamada pela mídia especializada, a qual prezou sua produção, os vocais da cantora e a demonstração de "Are You My Woman (Tell Me So)", além de elogiarem a participação especial de Jay-Z. Diversos resenhadores também prezaram a forma pela qual Beyoncé canta seus versos. Consequentemente, foi listada como a 16ª entre as 500 melhores canções de todos os tempos pela revista Rolling Stone e qualificada pelo canal VH1 como a melhor canção dos anos 2000. A obra conquistou dois troféus dos cinco que concorreu durante a 46.ª edição dos Grammy Awards, incluindo o de Melhor Desempenho de Rap Melódico e Melhor Canção R&B. Comercialmente, obteve um desempenho exitoso, culminando nas tabelas dos Estados Unidos, da Irlanda e do Reino Unido, enquanto conquistou as dez melhores posições em quase todos os países em que entrou, como Austrália, Canadá e Nova Zelândia. Nos Estados Unidos, tornou-se o primeiro single da cantora a liderar a Billboard Hot 100, onde permaneceu por oito semanas consecutivas. Mais tarde, foi condecorado com oito certificados de platina pela Recording Industry Association of America (RIAA), em reconhecimento às mais de seis milhões de unidades adquiridas em terras estadunidenses.
O vídeo musical correspondente foi dirigido por Jake Nava e lançado em maio de 2003. Apresentando um tema urbano e filmado em Los Angeles, a produção retrata a cantora em diversas sequências de dança, a maioria nas quais está acompanhada de suas amigas. Embora tenha sido comparado com a gravação audiovisual de "Jenny from the Block" (2002), de Jennifer Lopez, o trabalho venceu três categorias dos MTV Video Music Awards de 2003. Desde seu lançamento, "Crazy in Love" foi incluída em todas as turnês de Beyoncé e foi apresentada pela mesma em diversas ocasiões, como na premiação supracitada, no show de intervalo do Super Bowl XLVII e nos concertos residenciais I Am... Yours (2009), 4 Intimate Nights with Beyoncé (2011) e Revel Presents: Beyoncé Live (2013). Além disso, foi regravada por artistas como Emeli Sandé e Ícaro Silva e usada em anúncios promocionais e programas televisivos como Glee e na décima temporada da série brasileira Malhação. 

## Antecedentes e lançamento

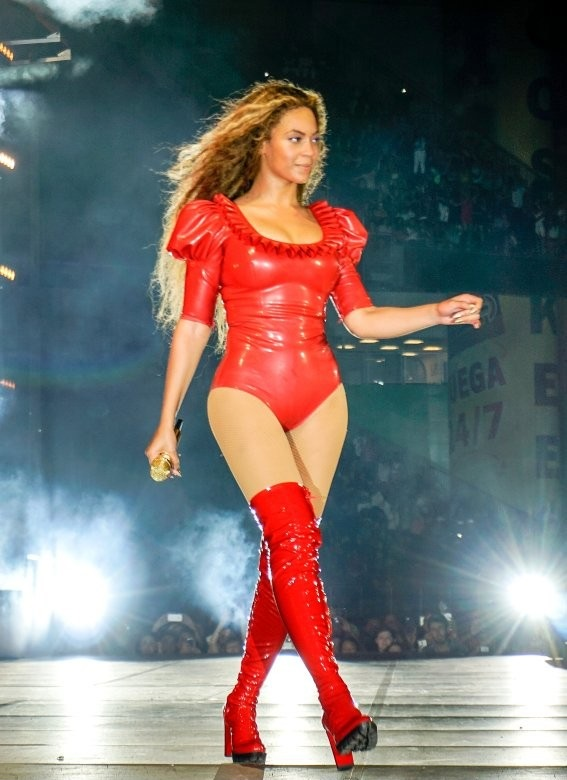
Beyoncé interpretando "Crazy in Love" durante The Formation World Tour (2016).

Beyoncé iniciou sua carreira artística como a componente de maior destaque do grupo feminino de R&B Destiny's Child. De acordo com Corey Moss, da MTV News, "fãs estavam ansiosos para ver como ela, depois de anos como integrante do grupo, se sairia em sua carreira solo". No final de 2000, durante as gravações do terceiro disco da banda, Survivor (2001), Beyoncé anunciou que elas entrariam em hiato para cada membro trabalhasse em lançamentos individuais nos anos seguintes, os quais eram, supostamente, projetados para aumentar o interesse no Destiny's Child. Essa ideia surgiu do empresário do grupo e pai de Beyoncé, Matthew Knowles. Apresentando diferentes estilos musicais, os álbuns das integrantes não haviam sido planejados para competir entre si nas tabelas musicais. Estrategicamente, a gestão da banda planejou o lançamento de cada disco em diferentes épocas. Michelle Williams foi a primeira a ter um material solo lançado, com Heart to Yours, sendo editado em abril de 2002. Beyoncé, por sua vez, estreava nos cinemas como uma das protagonistas do longa-metragem Austin Powers in Goldmember, e gravou seu single de estreia "Work It Out", com Missy Elliott, a qual faz parte da trilha sonora do filme. Kelly Rowland colaborou com o rapper Nelly na canção "Dilemma" como participação especial; a música tornou-se um sucesso em 2002, levando sua gravadora a avançar o lançamento de seu álbum de estreia solo, Simply Deep, no final do ano. Beyoncé também participou de The Fighting Temptations e gravou outra faixa solo. Em agosto de 2002, ela colaborou com o rapper, e seu então namorado, Jay-Z em "'03 Bonnie & Clyde". A obra rendeu credibilidade à Beyoncé e aumentou as expectativas do lançamento de seu disco de estreia, Dangerously in Love.
Em julho de 2002, ela já havia gravado diversas canções que iriam aparecer no projeto. A Columbia Records planejou lançá-lo em outubro do mesmo ano; contudo, o lançamento foi adiado diversas vezes para capitalizar o sucesso de "Dilemma". Esses atrasos permitiram que Beyoncé gravasse mais faixas para o registro. Antes de se encontrar com a cantora, o produtor Rich Harrison havia conceituado a batida do que se tornaria "Crazy in Love". Ele usou amostras do gancho instrumental de "Are You My Woman (Tell Me So)", originalmente escrita por Eugene Records, vocalista do grupo The Chi-Lites. Quando Harrison apresentou a batida pela primeira vez aos seus amigos, eles não gostaram; isso o fez perceber que havia concebido algo especial, que poderia ser apreciado melhor pelas pessoas depois que ouvissem o disco inteiro. O produtor decidiu não enviar a batida para outros cantores imediatamente e, em vez disso, decidiu entregá-la apenas para o artista certo, que poderia gravá-la em seguida. Ele afirmou:
| “ | Eu a tinha na câmara, e não queria enviá-la [para outros artistas], porque às vezes você não quer que saia da sacola antes de sentir que está [na hora] certa. As pessoas realmente não a queriam, e você as deixa com um gosto ruim na boca. | ” |

O produto final foi disponibilizado primeiramente para descarga digital via iTunes Store em 14 de maio de 2003, servindo como o primeiro single do material. A Columbia Records enviou-o para estações de rádio rhythmic, urban e urban contemporary na semana de 18 do mesmo mês. No Reino Unido, foi liberado para descarga digital em 20 seguinte. Notavelmente, a música também fez bastante sucesso como ringtone entre usuários de telefones celulares em terras estadunidenses. Consequentemente, foi comercializado como CD single na Irlanda e na Suíça, e como extended play (EP) digital na Alemanha em 20 de junho. Sua liberação como maxi single no país ocorreu no dia 30 e na Austrália em 7 de julho. Em terras britânicas, foi divulgado no mesmo formato em 30 de junho. Foi lançado em 8 de julho como um EP digital em vários outros países europeus, incluindo Áustria, Bélgica, Dinamarca, Finlândia, Itália, Noruega, Países Baixos e Suécia. Este EP digital também estave disponível no Canadá e na Irlanda no mesmo dia. Em 22 seguinte, dois remixes — um de Rockwilder e outro de Adam 12 — foram divulgados nos Estados Unidos.

## Gravação e composição
Harrison surpreendeu-se quando recebeu uma ligação de Beyoncé, que estava trabalhando em um dos álbuns mais esperados daquele ano. Entretanto, as coisas não saíram conforme planejado no dia seguinte, já que ele estava atrasado e ainda estava sofrendo os efeitos de uma ressaca. Quando o produtor apresentou a demonstração para a cantora no estúdio, ela teve dúvidas iniciais, considerando que "tinha um som cheio de fanfarra" e que parecia muito retrô, pois de acordo com ela, ninguém ainda havia usado riffs de trompas no século 21. No entanto, em última instância, Beyoncé gostou da demonstração, e concedeu duas horas para que Harrisson compusesse a obra completa. O produtor confessou que não foi fácil escrever naquele período. Duas horas depois, ele completou os versos e o gancho, embora ainda estivesse sob os efeitos da ressaca. Ele também fez provisões para uma faixa de apoio, e tocou todos os instrumentos na canção. A ponte foi escrita pela própria intérprete, que criou o verso "Me fez aparentar, me fez parecer tão louca de amor" —, enquanto se olhava no espelho; ela não estava vestindo roupas que combinavam e seu cabelo não estava arrumado, e continuava dizendo: "Eu estou muito louca neste momento". Harrison então lhe disse que aquilo poderia resultar em um gancho, que também inspirou o título da canção. Depois que havia completado a obra às oito da noite, ela surgiu com a frase "Uh-oh, uh-oh, você sabe". O rapper Jay-Z envolveu-se com a música em seus estágios finais, a qual foi convidado pela própria cantora para participar. Perto das três da manhã, ele apareceu no estúdio e gravou um verso de rap, que foi improvisado por ele em dez minutos. A gravação da composição, realizada nos Sony Music Studios em Nova Iorque, durou cerca de três meses após o primeiro encontro entre Beyoncé e Harrison.
Musicalmente derivado do R&B, "Crazy in Love" incorpora influências de funk, hip hop e soul dos anos 1970. Conforme comentado por Robert Webb, do The Independent, as antigas influências de soul na música parecem terem sido extraídas da linha de trompas, que são uma amostra de "Are You My Woman? (Tell Me So)". A intérprete expressou, ao The Sunday Herald, sentir que a batida da canção é "tão forte que faz seu coração doer". É definido na assinatura de tempo comum, com um ritmo moderado de 84 batidas por minuto. O alcance vocal de Beyoncé abrange cerca de uma oitava e meia, da nota baixa de si ♭3 até a alta de fá5. É composto no tom de ré, usando dois acordes maiores, si♭ e sol, separados por uma terça menor. No campo instrumental, seus riffs vocais são apoiados por sons tradicionais de campana, frequentemente encontrados no samba. Lisa Verrico, da revista The Times, ainda encontrou o uso de grandes tambores e alguns metais.
Liricamente, Beyoncé canta sobre estar loucamente apaixonada e ser capaz de fazer coisas para lá do espectável por amor. De acordo com Natalie Nichols, jornalista do Los Angeles Times, a letra faz referência a um estado de obsessão romântica. Beyoncé disse que a música fala "sobre como, quando você está se apaixonando, você faz coisas que estão fora do seu eu e você realmente não se importa porque está completamente envolvido". Anthony DeCurtis, da Rolling Stone, escreveu que a obra tem "um caldeirão de energia", que Beyoncé soa "solta e sexy", dominada por emoções que ela "não consegue entender e nem controlar". As letras são compostas na forma tradicional de verso-refrão. Jay Z abre a música com um breve verso de rap falado, contendo a letra: "Sim! Isso é tão louco agora / A mais incrível, é você garota, Bee / É seu garoto, jovem. Você está pronto?". Depois que Beyoncé pronuncia a frase de efeito "uh-oh, uh-oh", Jay Z continua o monólogo. A cantora inicia o primeiro verso, seguido pelo refrão apoiado por campana. Ela repete a frase "uh-oh, uh-oh", levando ao segundo verso. O refrão prossegue, dando lugar ao segundo rap que contém a letra: "Jay-Z no pedaço, louco e desconcertado / Tenho lidado com fumantes inveterados / Mas de onde você acha que ganhei o apelido de 'Hov' / Eu fui mais real, o jogo acabou". Então, na ponte, a vocalista profere: "Não sou eu mesma, ultimamente estou boba, não faria isso / Estive brincando comigo, amor, não importa / Porque o seu amor levou o que tenho de melhor / E, amor, você está me fazendo de boba / Me deixou animada, mas não me importo para quem vê / Porque, amor, você me deixou, me deixou tão louca". Ela então canta o refrão novamente e a música desaparece entre as trompas.

## Recepção

### Crítica profissional

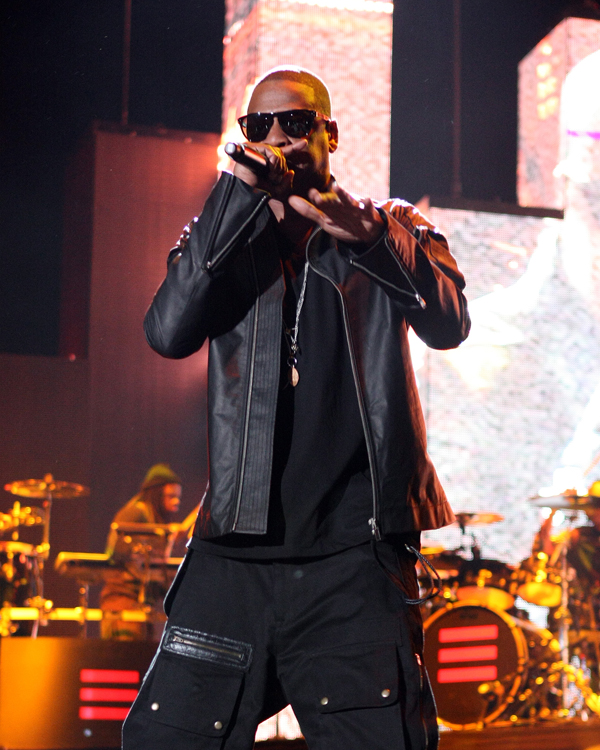
Os versos de rap executados por Jay-Z (imagem), em "Crazy in Love", foram apreciados por alguns críticos.

"Crazy in Love" foi aclamada pela mídia especializada, a qual prezou sua produção, os vocais da cantora e a demonstração de "Are You My Woman (Tell Me So)", além de elogiarem a participação especial de Jay-Z. Diversos resenhadores também prezaram a forma pela qual Beyoncé canta seus versos. Tim Sendra, do AllMusic, descreveu a faixa como uma "impressionante obra-prima do pop", enquanto Stephen Thomas Erlewine, do mesmo banco de dados, a chamou de "delirantemente cativante". O jornalista Darryl Sterdan, do Jam!, avaliou que a obra contém "linhas de sopro instantaneamente viciantes". Anthony DeCurtis, da Rolling Stone, escreveu: "'Crazy in Love' [...] ruge nos alto-falantes com a força de uma amostra de trompas propulsiva e a forte presença de seu companheiro, Jay-Z". Ben Ratliff, da revista Blender, adjetivo-a de "contagiosa [e] feita para agradar". Marc Anthony Neal, do portal PopMatters, considerou cativante a frase "uh-oh, uh-oh". A MTV News citou a canção como o "momento de maior destaque" no álbum. Da mesma forma, Allison Stewart, do The Washington Post, colocou-a como a melhor música de seu alinhamento, prezando sua instrumentação, harmonias e os versos de rap de Jay Z. Isso foi repetido por Kelefa Sanneh, do The New York Times, que opinou que "Crazy in Love" é a melhor do projeto graças à sua "simplicidade, combinação irresistível de trompas triunfantes e uma batida perversa de hip-hop". Escrevendo, ainda, que "os vocais [de Beyoncé] — tão hábeis e precisos como sempre —, não transmitem nada da vertigem que as letras descrevem". Da mesma forma, Sal Cinquemani, da Slant Magazine, apontou o arranjo lírico, a estrutura musical e os vocais convidados de Jay Z, como os principais fatores que fazem de "Crazy in Love" uma maravilha no catálogo de Beyoncé.
Ao analisar Dangerously in Love, para a publicação britânica NME, Rob Fitzpatrick definiu a obra como um "funk-soul genial que [faz] balança[r] a cabeça [e] o corpo". O profissional adjetivou-o de "100 por cento um clássico, frio e certeiro como pedra" e apreciou os vocais da cantora, descrevendo-os como "genuinamente frutados". Natalie Nichols, redatora do Los Angeles Times, observou que "músicas dançantes e sensuais como 'Crazy in Love' — com gosto de funk vintage" —, fizeram de Dangerously in Love um ótimo álbum". De acordo com Neil Drumming, editor da Entertainment Weekly, a música tem uma "sonoridade inédita". Spence D., da IGN Music, sentiu que Beyoncé desfila com graça sobre o seu "ritmo contagiante", acrescentando: "Como era de se esperar, a faixa cresce quando Jay abandona seu toque de rap característico. Enquanto outras músicas metade rap, metade R&B muitas vezes falham, esta funciona bem, já que os versos de Beyoncé e Jay ornam bem um contra o outro". Para Lisa Verrico, do The Times, Jay Z fez um "rap decente", contudo, é "Beyoncé e as batidas [que] salvam o todo". Expressando que está em "Crazy in Love" a marca de sua ruptura definitiva do Destiny's Child.

### Reconhecimento
A revista Entertainment Weekly classificou "Crazy in Love" quadragésima sétima posição em sua lista das 100 melhores canções de verão de 2003. A música também foi classificada como a melhor música de 2003 por publicações como NME, Mojo e Billboard. A Rolling Stone não apenas a reconheceu como a melhor canção do século 21, mas também como a décima sexta entre as 500 melhores de todos os tempos, nesta última sendo descrito por um editor como "a música [que] anunciou enfaticamente sua chegada como a potência pop dominante da época". Foi reconhecido em diversas listas compilando os melhores músicas da década de 2000. A Rolling Stone a considerou a terceira melhor e escreveu: "O sucesso solo de estreia de Beyoncé, impulsionado pela explosão de metais Chi-Lites, anunciou sua libertação do Destiny's Child e estabeleceu seu caminho: ela venceria o desafio fazendo tudo de forma mais atrevida, maior e mais louca". A equipe da NME também a elegeu a melhor do período, com um editor descrevendo-a como "um obus de uma música pop que destrói a pista de dança". A revista, ainda, classificou-a em décimo nono lugar em seu compilação das quinhentas melhores de todos os tempos. O VH1 o colocou no mesmo posto em seu catálogo com cem faixas do período. Já a Pitchfork Media, que posicionou-o em quarto lugar, avaliou: "É apropriado que este som seja a base do grande sucesso de Beyoncé Knowles, pois é a vitrine ideal para a personalidade franca da cantora e seu dom para performances vocais que gerenciam um equilíbrio improvável de profissionalismo equilibrado e emoção selvagem". O The Daily Telegraph o colocou no número sete, com Lucy Jones sentindo que "transborda energia e alegria". Foi posicionado em sexto lugar pela Slant, sendo descrito como a obra que "posicionou a loira como a Tina Turner da geração iTunes. O grito onipresente da cantora de grande extensão foi, pela primeira vez, justificado pela impressão propagada por seu apelo principal".
Em outubro de 2011, para marcar o décimo quinto aniversário da NME, seus funcionários selecionaram as cento e cinquenta faixas "que mais significaram para [eles] ao longo da existência do site", colocando "Crazy in Love" no número dezesseis. Foi classificada em vigésimo segundo lugar entre as "50 melhores canções de 'amor' de todos os tempos" pela Billboard. Os jornalistas John Boone e Jennifer Cady, do E!, a elegeram a melhor dentre outras dez do catálogo de Beyoncé, justificando: "É a música que começou tudo. Definitivamente a melhor de Beyoncé é a primeira, completa com a participação do agora marido Jay Z, um refrão matador e um coro de trompas que você tem que dançar. Literalmente tem que dançar, ao estilo de condicionamento pavloviano". Ao compilar as 70 melhores músicas da intérprete, a Rolling Stone posicionou a obra no terceiro lugar. Enumerado-o na sexta colocação numa lista similar, a revista Time destacou que embora não fosse a primeira parceria de seus intérpretes nos vocais de uma canção, certamente foi a "que cimentou sua parceria artística desde o início". Ao ranquear os 20 maiores sucessos de Jay Z, a Billboard colocou "Crazy in Love" no posto máximo. Em 5 de julho de 2013, a NME nomeou-a "a melhor música pop do século". Para a revista Q, que reuniu 1001 melhores músicas da história, este foi o 58.º melhor. Por sua vez o The Village Voice, em sua lista Pazz + Jop 2003, o colocou no segundo lugar.
O VIBE Awards, criado pela revista Vibe, reconheceu a faixa como a Melhor Colaboração de 2003. Na Europa, "Crazy in Love" foi laureada a Melhor Canção nos MTV Europe Music Awards de 2003. Recebeu os prêmios de Melhor Faixa de R&B/Urban e Melhor Faixa de Pop Dance na 22.ª edição dos International Dance Music Awards. Foi reconhecido pelos especialistas no mercado urbano e faturou a condecoração de Melhor Colaboração nos BET Awards, onde também recebeu uma indicação na categoria Escolha do Espectador em 2004. Durante a 46.ª edição dos Grammy Awards, foi laureado nas categorias Melhor Desempenho de Rap Melódico e Melhor Canção R&B, concorrendo também em Gravação do Ano, que não faturou. Um remix da canção — criado por Maurice Joshua e conhecido como "Krazy in Luv" (Nu Soul Mix de Maurice) —, ganhou o troféu de Melhor Gravação Remixada, Não Clássica. Nos ASCAP Pop Music Awards foi reconhecido como uma das músicas mais executadas e seu selo, a EMI, recebeu o prêmio de Editora do Ano. Ainda em 2004, concorreu a Melhor Canção e Canção Favorita nos NAACP Image Awards e Kids' Choice Awards, respectivamente.

## Vídeo musical

### Desenvolvimento e sinopse

Três das sequências mais conhecidas do vídeo de "Crazy in Love", na qual Beyoncé é vista realizando passos de dança em um beco (abaixo), caminhando por uma rodovia (meio) e dançando em frente a um carro em chamas (último).

O videoclipe de "Crazy in Love" foi dirigido por Jake Nava e filmado em 5 a 7 de maio de 2003, na parte central de Los Angeles. No programa Making the Video (2003), da MTV, Beyoncé explicou o conceito da obra: "[Ele] celebra a evolução de uma mulher. É sobre uma garota que está à beira de um relacionamento. Ela percebe que está apaixonada e que está fazendo coisas que normalmente não faria, mas não liga. Não se importa, ela está loucamente apaixonada". Os figurinos para gravação foram confeccionados por Ty Hunter. Em entrevista à revista Vogue, ele lembrou que planejavam "começar com peças mais simples e depois irem para a alta costura". Esta não foi a primeira vez que Hunter trabalhou com Beyoncé: ele já havia confeccionado o figurino do vídeo de "Survivor" (2001), do Destiny's Child, depois de conhecer Tina Knowles, mão da cantora, enquanto trabalhava em uma boutique em Houston, explicando que, "ela sempre vinha à loja e pouco depois se tornou [como se fosse] minha segunda mãe". Carmit Bachar, então integrante do The Pussycat Dolls, atuou no vídeo como uma das dançarinas.
A sequência de abertura do vídeo começa por uma rodovia. Desde o seu início estabelece uma mise-en-scène de aparência industrial e ousada
com edifícios abandonados, trânsito e horizontes urbanos. Jay-Z é visto como passageiro de um carro em alta velocidade, onde encontra Beyoncé parada no meio da estrada, na ponte da Fourth Street. A câmera, então, dá um zoom direto na cantora, que está usando blusa branca, salto-alto vermelho e short jeans minúsculo. A acadêmica Maya Nedyalkova, da Universidade de Southampton, considerou que, a imagem da estrada, "traz à tona a ideia de viajar, crescer e explorar caminhos de vida diferentes, que era essencialmente o que Beyoncé estava fazendo na época também. [...] Contudo, em vez de alimentar a ousadia americana e individualismo, neste caso a estrada parece acender o empoderamento feminino e o letramento racial, dando a Beyoncé sua confiança". Uma câmera dinâmica se move para alcançá-la, vogando no chão, em um estilo que se apropria da cultura de baile dos anos 1980 em Nova Iorque. A sequência, a mostra em uma sessão de fotos com um glamoroso vestido curto caqui no topo de um arranha-céu. Isto é seguido por outra mudança de roupa – um boné de beisebol, jaqueta curta e um agasalho folgado – e mais passos de dança; desta vez o twerk, que é típicamente realizado em coreografias de R&B e hip-hop, ladeada por um grupo de dançarinas enquanto masca chiclete. Aqui, Nedyalkova sentiu que "Beyoncé resumiu a cultura dos jovens urbanos e a dinâmica da vida nas ruas no coração das grandes cidades estadunidenses".
As cenas seguintes revelam Beyoncé sensualizando dentro de um antigo muscle car, momentos antes de Jay-Z, incendeia-lo. A cantora, então, emerge triunfante, como uma fênix diante das chamas. Depois de ter andado no chão e dançado diante do fogo, ela convoca as duas forças restantes da natureza – água e vento. Beyoncé chuta um hidrante de rua e acaba por abri-lo, liberando jatos de água. O vídeo então encerra-se com ela dançando na frente das correntes de vento emitidos por um ventilador estilizado de motor a jato em um designer laranja, mini-vestido rosa e roxo e joias douradas. A dinâmica coreografia é complementada por cortes rápidos, movimentos panorâmicos e rastreamento, close-up intercalados com outros planos médios e amplos. Para Nedyalkova, a fotografia e a edição promovem a ideia de Beyoncé representando uma força vibrante da natureza por direito próprio, superando divisões sociais em nome de um louco amor".

### Lançamento e recepção
Lançado em maio de 2003, o videoclipe de "Crazy in Love" foi aclamado pela crítica musical. Cynthia Fuchs, escrevendo para o PopMatters, sentiu que a cena da sessão de fotos utiliza a mesma coreografia que Jennifer Lopez reproduziu no vídeo de "Jenny from the Block" (2002) com luzes fortes, maquiagem pesada e a inclusão de muitos close-ups nas pernas [de Beyoncé]". A editora acrescentou que: "O corpo da cantora se torna seu emblema inegável". Tom Moon, do The Philadelphia Inquirer, escreveu que Beyoncé "sacode cada centímetro de seu famoso corpo de deusa fotogênica". O editor do Stereogum, Tom Breihan comentou que "tudo no vídeo parece incrível", Beyoncé "parece mais gostosa do que qualquer um já viu na história", mas "o momento do verso de Jay é simplesmente uma bela besteira". Matheus Horton, da revista britânica NME, afirmou que o vídeo "combina perfeitamente com a energia ultrajante e espalhafatosa [da música]" e destacou tanto a "coreografia quanto o rap barulhento e ofegante de Jay-Z". Concluindo ser impossível "ouvir a canção sem imaginar a expressão fascinante de Beyoncé em suas batidas vibrantes". Yomi Adegoke, do The Guardian, avaliou que seu conceito "se desenrola como um show de variedades de uma mulher só, no qual ela dá tudo de si, apresentando uma performance de deusa pop cantando e girando, adicionando seis trocas de roupa, cada uma mais grandiosa que a anterior. Beyoncé estava fazendo um teste para o papel da nova diva reinante do pop, um papel que ela sabia que já havia garantido".
A gravação ganhou três prêmios nos MTV Video Music Awards de 2003, especificamente nas categorias Melhor Vídeo Feminino, Melhor Vídeo de R&B e Melhor Coreografia. No entanto, em Escolha da Audiência, perdeu para "Lifestyles of the Rich and Famous" de Good Charlotte. O diretor Nava também ganhou o prêmio de Melhor Vídeo de R&B, nos Music Video Production Association, em 2004. No mesmo ano, faturou o troféu de Melhor Colaboração nos MTV Video Music Awards Japan, onde também foi indicado a Melhor Vídeo Feminino. Na 36.ª edição dos NAACP Image Awards, foi laureado a Melhor Vídeo Musical. Ganhou o prêmio de Melhor Vídeo Internacional nos MuchMusic Video Awards. Em 2014, o escritor do The Guardian, Michael Cragg, incluiu-o em sua lista dos dez melhores videoclipes de Beyoncé. Ele o elogiou, dizendo: "Ciente de quanto a música era marcante, o vídeo é uma lista de verificação de visuais que criou ícones, desde os locais [...] os movimentos de dança [...] até a parte em que ela faz o sopro de bolhas parecer a coisa mais sexy que um ser humano poderia fazer".
A The A.V. Club o colocou na última posição dentre os 25 melhores de sua videografia, com Drew Gillis escrevendo que entregou um "dos momentos mais icônicos da longa carreira de Beyoncé". Foi posicionado por Adelle Platon, da Billboard, como o 4.º entre os dez melhores da intérprete. A publicação E! Online colocou a gravação no número 3 entre os 10 melhores de sua carreira, com Billy Nilles escrevendo que "embora pareça encantadoramente simplista diante de tudo o que ela fez desde então, ainda sentimos aqueles riffs comemorativos profundamente sob nossa pele no segundo em que a vemos começar pisando naquela rua". Posicionando-o no segundo posto numa lista com 10 vídeos, Rebecca Brayton, da WatchMojo, por sua vez, prezou Nava por capturar "lindamente o espírito do momento", enquanto a cantora "demonstra seu carisma inconfundível [...]. Não, não é o videoclipe mais artístico já feito; ainda assim, ela entregou um excelente trabalho".

## Apresentações ao vivo

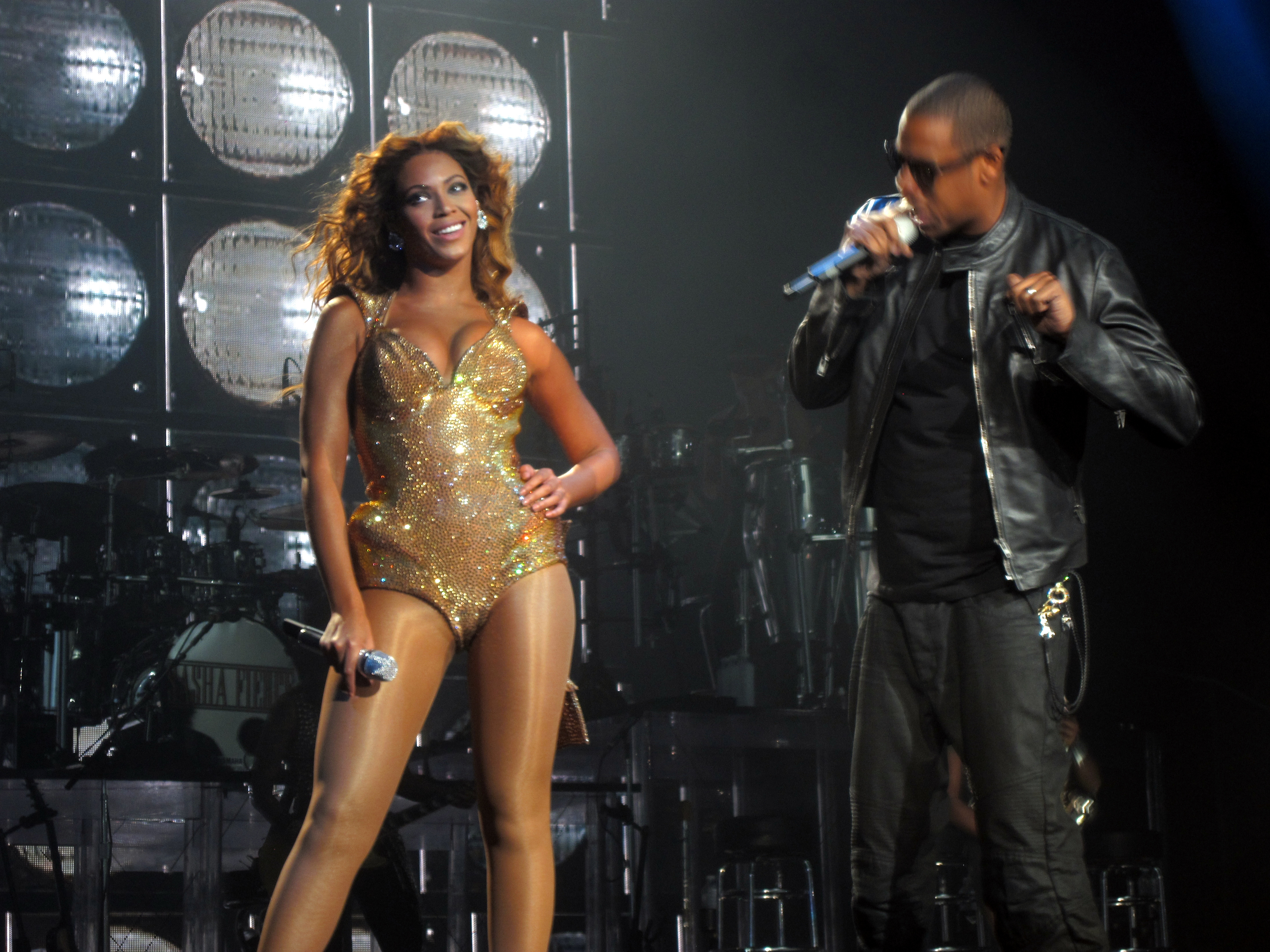
Jay Z e Beyoncé apresentando "Crazy in Love" durante a turnê I Am... Tour (2009-11)

Em 28 de agosto de 2003, Beyoncé cantou "Crazy in Love", ao lado de Jay-Z, pela primeira vez durante os MTV Video Music Awards. A música foi incluída em uma mistura, com os vocais pré-gravados de Sean Paul em "Baby Boy" (2003). Na 46.ª edição dos Grammy Awards, ocorrida em 8 de fevereiro de 2004, a cantora, ao lado de Prince, executou a canção em uma mistura com vários sucessos do cantor, como "Purple Rain" (1984), "Let's Go Crazy" (1984), "Baby I'm a Star" (1984). Ela também o realizou ao vivo durante a 24.ª edição dos Brit Awards, em 17 daquele mesmo mês. Monique Jessen e Todd Peterson, ambos da People, escreveram que ela "iluminou o palco com sua performance de "Crazy in Love", usando um vestido branco de Roberto Cavalli e quase meio milhão de dólares em diamantes. A diva pop, apareceu no palco em meio a uma nuvem de fumaça, parou no meio da música para levantar a blusa antes de sair com o prêmio de melhor artista feminina internacional em carreira solo". A obra foi tocada, pela intérprete e o rapper, em 31 de maio, durante um concerto nos The Prince's Trust, em Londres.
"Crazy in Love" constou no set list da maioria das turnês de Beyoncé. Na Dangerously in Love Tour, que começou no final de 2003, era a última canção a ser executada. Já na The Beyoncé Experience (2007), era a primeira. A apresentação começava em meio a um cenário escuro, com a artista emergindo por um buraco no palco em meio a fumaça, brilhos e pirotecnia. Ela o realizava em uma mistura com fragmentos de "Crazy" (2005), de Gnarls Barkley, usando um vestido prateado brilhante, ladeada por quinze globo de espelhos pendurados no teto. Analisado o concerto de 5 de agosto de 2007, no Madison Square Garden, em Nova Iorque, Shaheem Reid, da MTV News, escreveu: "Existem poucas (muito poucas) mulheres por aí que sabem realmente cantar, muitas que sabem dançar, muito mais de boa aparência — mas realmente nenhuma outra que consegue combinar todos os três e adicionar o poder de uma estrela icônica como a senhorita Beyoncé, sem dúvida a melhor artista de palco do momento". A faixa foi incluída como a segunda obra do repertório da turnê I Am... Tour (2009-11). Vestindo um uma malha dourada e salto agulha, ela era acompanhada por dois dançarinos em macacões; durante a apresentação da música, glitter e confetes eram jogados no palco. Ela interpretou-o usando um vestido rosa com franjas em um show no Palais Nikaïa em Nice, França, em 20 de junho de 2011, em divulgação de seu quarto álbum de estúdio, 4, bem como no Festival de Glastonbury em 26 do mesmo mês.

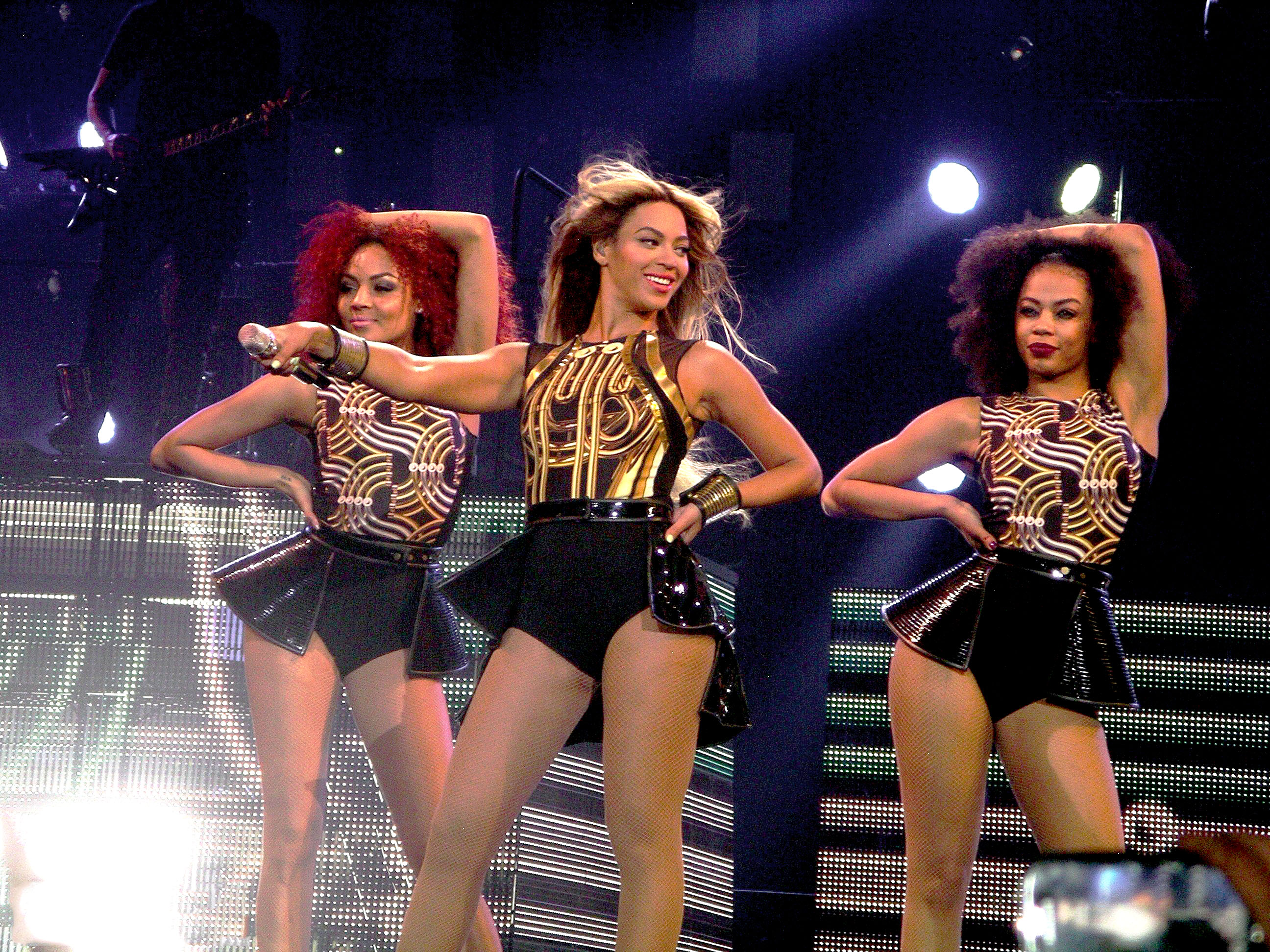
Beyonce interpretando "Crazy in Love" durante The Mrs. Carter Show World Tour (2013).

Em agosto de 2011, Beyoncé executou "Crazy in Love" durante sua série de quatro concertos especiais, nomeados 4 Intimate Nights with Beyoncé; aqui, o tema foi retrabalhado em uma versão mais lenta e jazzística da música e o dançou com uma coreografia semelhante à do videoclipe. Durante o especial A Night With Beyoncé, da ITV, que foi ao ar em 4 de dezembro no Reino Unido, o tema foi tocado para uma multidão selecionada de fãs. Foi também incluído em outro quarteto de shows especiais da cantora, a Revel Presents: Beyoncé Live em Atlantic City, Nova Jersey, realizado no resort de entretenimento Ocean Casino Resort. Durante a apresentação, Jay-Z não esteve presente, mas sua voz pré-gravada foi ouvida. Dan DeLuca observou que a música era um dos "exercícios para sacudir o bumbum com experiência em ritmos" realizados durante a residência. Jim Farber, do New York Daily News, escreveu que "a primeira e a última parte do show enfatizaram a Beyoncé mais forte, contada em canções ousadas" como "Crazy in Love". Um escritor da Black Entertainment Television observou que "ela deslumbrou os fãs com uma variedade de performances de alta energia de seus sucessos animados como... 'Crazy in Love'".
No show de intervalo do Super Bowl XLVII, realizado em 3 de fevereiro de 2013, o tema foi apresentado. O evento atraiu um total de 110.8 milhões de espectadores. Ela iniciou a performance cantando uma versão a cappella do refrão de "Love on Top", que mais tarde levou a uma performance de "Crazy in Love" quando — como afirma Jon Caramanica do The New York Times —, Beyoncé estava "virtualmente rosnando, dando aquela música uma ferocidade que nunca teve antes". No mesmo ano, a cantora embarcou na turnê The Mrs. Carter Show World Tour, e incluiu a canção no repertório de shows. As performances apresentaram a artista usando um body dourado, embelezado com bojos dourados com detalhes completos nos mamilos. Na On the Run II Tour, feita no ano seguinte, o tema foi realizado. Foi tocada pela dupla de intérpretes em um palco ornado por luzes roxas e estroboscópicas, fumaça, com a cantora trajando um figurino composto por um body preto de couro, completado por um decote profundo, uma máscara facial com furos e coturno de salto alto. Ambos voltaram a executá-la em sua segunda turnê feita em conjunto, a On the Run II Tour (2018). Em 2016, foi incluída como a primeira música do quarto ato da The Formation World Tour. Neste, caixas de tamanho humano eram colocadas no palco, nas quais a cantora e seus dançarinos atuavam dentro delas, em sincronia com um remix da canção. Ela usava um body de látex vermelho com ombreiras e decote com babados. A música foi adicionada ao repertório da turnê Renaissance World Tour (2023), como parte do ato Anointed; é apresentado após "Love on Top" (2005), durante a qual os dançarinos estão vestidos com blusas brancas e jeans, recriando o traje de Beyoncé no vídeo de música.

## Impacto cultural
"'Crazy in Love' foi outro daqueles momentos clássicos da cultura pop que nenhum de nós esperava. Pedi a Jay para escrever seu verso na noite anterior à entrega do meu álbum [para a gravadora] – graças a Deus ele aceitou. [A faixa] é algo que nunca envelhece, não importa quantas vezes eu a cante".

—Beyoncé refletindo sobre "Crazy in Love" durante sua entrevista para à Billboard em 2011.
A editora da revista Out, Taylor Henderson sentiu que "Crazy in Love" tornou-se "a música que a consolidou [Beyoncé] como uma força pop a ser reconhecida". Tom Breihan, do Stereogum, observou que embora a cantora já fosse uma figura popular com o Destiny's Child, o sucesso de sua carreira solo não estava garantido, sendo "Crazy in Love" o responsável por testificar isso. O impacto da música, em sua opinião, foi tamanho que "se Beyoncé nunca tivesse feito nada depois", ela "ainda seria lendária". Conforme observado por Thiago Nolla, do CinePOP: "Quase duas décadas depois, o vibrante e sensual mergulho lírico serve como um hino romântico que se afasta das costumeiras baladas do gênero e é movida por um gancho tão chiclete que é quase impossível não reconhecê-lo imediatamente quando o ouvimos em [...] bem, praticamente qualquer lugar". Da'Shan Smith, da pagina Revolt, atribuiu o sucesso da obra por dá a Harrison sua sonoridade de assinatura, um tipo de som que o autor sentiu que tentou ser emulado posteriormente por canções de outros artistas, como "Get Right" (2004) de Jennifer Lopez, "1 Thing" (2005) de Amerie e "He Ain't Wit Me Now" (2009) de RichGirl. Acrescentando que "para Beyoncé e Jay-Z, sua colaboração [na faixa], marcou o início de seu domínio no Grammy como The Carters, ao mesmo tempo que adicionou o primeiro capítulo à sua saga de amor em andamento que faria com que muitos os tomassem como meta de um exemplo bem sucedido de relacionamento. Matheus Horton, do NME, o chamou de "o melhor single pop do século XXI" e celebrou seu lirismo, apontando que enquanto outros singles lançados pela intérprete, como 'Single Ladies (Put A Ring On It)' (2008), 'Run the World (Girls)' (2011) e até mesmo 'Independent Women' (2000), normalmente, são sobre celebrar a feminilidade. 'Crazy In Love' é sobre união, sobre submissão de ambos os lados, algo que todos podemos conseguir [realizar]".
Com o sucesso comercial obtido por "Crazy in Love", assim como por Dangerously in Love, Beyoncé se estabeleceu como uma artista em carreira solo viável na indústria musical. Nos anos seguintes, ela viria a se reconhecida como um dos poucos exemplos de artistas ourindos de grupos musicais que obtiveram sucesso solo. A esse respeito, Pedro Henrique Pinheiro notou que a obra contrariou a opinião de "alguns chegaram a duvidar se ela se daria bem afastada do grupo". Da'Shan Smith, da pagina Revolt, notou que a popularidade da canção deu o tom para toda a era Dangerously In Love. Observando, ainda, que "de muitas maneiras, ela estabeleceu um novo precedente para estrelas que buscam uma dissociação de seus grupos musicais". O sucesso da artista em carreira solo incitou o público a inferir que sinalizava a dissolução do Destiny's Child, já que o cantor Justin Timberlake "não quis retornar ao 'N Sync depois de provar o sucesso sozinho". No entanto, naquele momento, Beyoncé assegurou a continuidade do grupo e que seus projetos individuais eram apenas "uma breve diversão no rolo compressor que se tornou Destiny's Child".

### Regravações
Vários artistas realizaram reinterpretações de "Crazy in Love". Em 2003, o músico irlandês Mickey Joe Harte gravou uma versão acústica da obra para o álbum beneficente Even Better Than the Real Thing Vol. 1. A banda irlandesa/britânica Snow Patrol executou-a com Zane Lowe durante uma sessão da BBC; mais tarde, foi liberado como lado B do single "Spitting Games" e incluída na compilação Cosmosonica – Tom Middleton Presents Crazy Covers Vol. 1. Em análise, Ross Langager, do PopMatters, observou que a releitura "desperta uma risada inicial de reconhecimento, mas logo depois se torna mais do que um pouco infeliz". Durante a primeira temporada (2003) do Australian Idol, foi interpretada pelo vencedor Guy Sebastian. Em 27 de junho de 2005, o cantor David Byrne encerrou seu show no Hollywood Bowl, com uma versão samba de "Crazy in Love". Uma versão jazz foi tocada durante a quarta temporada (2006), do Big Band, pela vice-campeã Jessica Mauboy. A banda Switchfoot retrabalhou-a em ritmo de rock e a lançou como parte da série CoverArt do Yahoo! (2007).
A banda britânica The Magic Numbers tocou "Crazy in Love" na estação de rádio australiana Triple J, e, posteriormente, adicionou-a à coletânea Sounds Eclectic: The Covers Project (2007). Tracy Bonham a realizou com acompanhamento de guitarra e violino, para seu álbum In The City + In The Woods (2007). O trio britânico The Puppini Sisters interpretou o tema para seu disco The Rise and Fall of Ruby Woo (2007); este foi remixado pela banda The Real Tuesday Weld em ritmo de jazz eletrônico. Em junho de 2008, Mauboy cantou "Crazy in Love" no Indonesian Idol com alguns competidores eliminados. A versão feita por Pattern Is Movement, que alegaram ter sido inspirada na realizada por Anohni, foi divulgada em 4 de setembro de 2009 no site de descoberta de música Daytrotter. A composição foi ligeiramente tocada por uma orquestra, na regravação lançada por Antony and the Johnsons; eles mais tarde a incluíram como lado b de seu single "Aeon" (2009). Em março de 2012, o conjunto musical Swing Republic incluiu uma versão electro-swing de "Crazy in Love" em seu álbum lançado no mesmo ano, intitulado Midnight Calling. Em junho, Robin Thicke e Olivia Chisholm deram voz ao tema durante a sua série, nomeada Duets. Kate Kroll, da Rolling Stone, realizou uma crítica negativa ao desempenho de Chisholm, dizendo que "sua voz parecia fraca, e ela simplesmente não consegue se livrar daquele olhar de Esposa de Stepford".
Uma regravação da música na voz da cantora Emeli Sandé e do grupo The Bryan Ferry Orchestra foi incluída na trilha sonora do filme The Great Gatsby (2013). Ao ouvir uma prévia, Randall Roberts, do Los Angeles Times, a considerou a melhor música do álbum, cantada com uma "urgência surpreendente e latente". Kyle Anderson, da Entertainment Weekly, também a nomeou um dos destaques do projeto. Em 21 de outubro de 2013, foi executado por Third Degree na quinta temporada da edição australiana do The X Factor, e em 4 de maio de 2014, por Dó Maior na terceira temporada da versão do The Voice no mesmo país. Em junho de 2014, o quinteto de Nashville, Wild Cub deu voz ao tema para a série AV Undercover, do The A.V. Club. Em 2015, Monica Michael o realizou no The X Factor UK. No programa Your Face Sounds Familiar, a atriz filipina Denise Laurel deu voz a composição enquanto se fazia passar por Beyoncé, inspirada em sua performance no show do intervalo do Super Bowl XLVII, no qual a rendeu a vitória da temporada. No mesmo ano, o cantor irlandês Eden executou-a em seu extended play (EP), sob o pseudônimo de EDEN Project. O ator brasileiro Ícaro Silva cantou a obra em 23 de abril de 2017, durante o quadro Show dos Famosos, do dominical Domingão do Faustão. Sua performance, a qual pareceu caracterizado como Beyoncé, foi bastante elogiada pelos jurados, rendendo-lhe 9,8, a maior nota entre qualquer participante da competição. Durante um concerto no Festival Teen, em 10 de março de 2018, a cantora, também brasileira, Iza realizou uma interpretação da música.

### Uso na mídia
Em 2002, Beyoncé assinou contrato com a Pepsi, e apareceu em diversas de suas campanhas publicitárias, uma das quais apresentava "Crazy in Love" como música de fundo. Depois de ganhar na categoria de Melhor Colaboração nos BET Awards de 2004 pela canção, a cantora dedicou o prêmio a anfitriã do evento, a comediante Mo'Nique, que parodiou a coreografia do vídeo de "Crazy in Love" com seis dançarinas igualmente voluptuosas. A parte disso, o tema foi incluído nas trilhas sonoras oficiais dos seguintes filmes: Bridget Jones: The Edge of Reason (2004), White Chicks (2004), Taxi (2004), Good Luck Chuck (2007), Gayby (2012) e Love, Rosie (2014), bem como a da décima temporada do seriado brasileiro Malhação. Em 2009, durante a primeira temporada de Glee, o elenco da série realizou um mashup das canções "Hair", do musical Hair, e "Crazy in Love", no episódio onze "Hairography". Uma paródia da música também foi usada no seriado That's So Raven, do Disney Channel, no episódio "Hizzouse Party". Foi apresentado nos videogames Karaoke Revolution Party e Just Dance 2. Gemma Collins e Matt Evers interpretaram a faixa na primeira semana da décima primeira temporada do programa Dancing on Ice.

## Faixas e formatos
| "Crazy in Love" – Download digital |                                             |         |  |
| N.º                                | Título                                      | Duração |  |
| 1.                                 | "Crazy in Love" (com participação de Jay-Z) | 3:56    |  |

| "Krazy in Luv" – EP digital canadense e europeu e CD single britânico |                                                                     |         |  |
| N.º                                                                   | Título                                                              | Duração |  |
| 1.                                                                    | "Crazy in Love" (com participação de Jay-Z)                         | 3:56    |  |
| 2.                                                                    | "Krazy in Luv" (Adam 12 So Crazy Remix) (com participação de Jay-Z) | 4:29    |  |
| 3.                                                                    | "Krazy in Luv" (Rockwilder Remix) (com participação de Jay-Z)       | 4:12    |  |

| "Krazy in Luv" – EP digital alemão |                                                                      |         |  |
| N.º                                | Título                                                               | Duração |  |
| 1.                                 | "Crazy in Love" (com participação de Jay-Z)                          |         |  |
| 2.                                 | "Summertime"                                                         | 3:54    |  |
| 3.                                 | "Krazy in Luv" (Maurice's Nu Soul Remix) (com participação de Jay-Z) | 6:29    |  |
| Duração total:                     | Duração total:                                                       | 13:39   |  |

| "Crazy in Love" – CD single europeu |                                             |         |  |
| N.º                                 | Título                                      | Duração |  |
| 1.                                  | "Crazy in Love" (com participação de Jay-Z) | 3:56    |  |
| 2.                                  | "Crazy in Love" (Without Rap)               | 3:43    |  |
| Duração total:                      | Duração total:                              | 7:39    |  |

| "Crazy in Love" – Maxi single autraliano e alemão |                                                                      |         |  |
| N.º                                               | Título                                                               | Duração |  |
| 1.                                                | "Crazy in Love" ((com participação de Jay-Z)                         | 4:10    |  |
| 2.                                                | "Summertime" (com participação de P. Diddy)                          | 3:54    |  |
| 3.                                                | "Krazy in Luv" (Maurice's Nu Soul Remix) (com participação de Jay-Z) | 6:29    |  |
| 4.                                                | "Krazy in Luv" (Rockwilder Remix) (com participação de Jay-Z)        | 4:12    |  |
| 5.                                                | "Crazy in Love" (vídeo musical) (com participação de Jay-Z)          | 3:56    |  |
| Duração total:                                    | Duração total:                                                       | 22:01   |  |

## Créditos
Lista-se abaixo os profissionais envolvidos na elaboração de "Crazy in Love", de acordo com o encarte do álbum Dangerously in Love:
Gravação e demonstrações
- Gravada entre dezembro de 2002 e março de 2003 nos Sony Music Studios, em Nova Iorque.
- Contém demonstrações da composição: "Are You My Woman (Tell Me So)", composta por Eugene Record e interpretada por The Chi-Lites.

Equipe
| - Beyoncé Knowles: vocal principal, produção, produção vocal, composição - Rich Harrison: produção, instrumentação - Tawatha Agee: vocal de apoio - Vincent Alexander: engenharia - Jay-Z: rap, vocal participante - Demacio "Demo" Castellon: assistência de engenharia de mixagem - Jim Caruana: engenharia - Ivan Hampden: bateria - Tom Coyne: masterização - Eugene Record: composição | - Matt Snedecor: assistência de engenharia de mixagem - Makeda Davis: vocal de apoio - Cissy Houston: vocal de apoio - Byron Miller: baixo - Brendan Kurtz: assistência de engenharia de mixagem - Tony Maserati: mixagem - Greg Price: assistência de engenharia - Candace Thomas: vocalista de apoio - Stan Wallace: engenharia - Pat Woodward: assistência de engenharia de mixagem |

## Desempenho comercial
Nos Estados Unidos, "Crazy in Love" foi um sucesso comercial. Durante a edição publicada em 17 de maio de 2003, estreou na posição cinquenta e oito da Billboard Hot 100. Nas edições seguintes, a obra começou a progredir na tabela, embora ainda não tivesse sido lançado nas lojas de varejo. Em 12 de julho, moveu-se para o cume, baseado unicamente na forte rotação que estava recebendo nas estações de rádio. Naquela mesma semana, Dangerously in Love  debutava no topo da Billboard 200. Sua execução radiofônica substancial, somada as posteriores vendas no varejo, permitiu que a canção dominasse a Billboard Hot 100 por oito semanas consecutivas, convertendo-se no primeiro single de Beyoncé em carreira solo a ocupar esse posto. Permaneceu por 27 semanas no gráfico — sendo 15 dessas entre os dez primeiros —, e encerrou como a 5.ª canção mais bem sucedida em 2003. De acordo com a Nielsen SoundScan, "Crazy in Love" foi a música mais baixada no país durante quatro semanas consecutivas, em julho de 2003. Mais tarde, foi condecorado com oito certificados de platina pela Recording Industry Association of America (RIAA), em reconhecimento às mais de seis milhões de unidades adquiridas em terras estadunidenses. A versão em truetone da obra, por sua vez, também foi certificada com ouro dois anos depois de seu lançamento. Além disso, detém a distinção de ser o primeiro single a liderar a Hot Dance Airplay Chart, em sua atualização inaugural, em 16 de agosto, posto a qual esteve por sete semanas. No Canadá obteve um desempenho positivo; estreou no número 25 da Canadian Hot 100, movendo-se para a segunda posição dentro de algumas semanas — seu melhor resultado na tabela. A Music Canada emitiu cinco certificações de platina ao serem avaliadas vendas de 500 mil cópias.

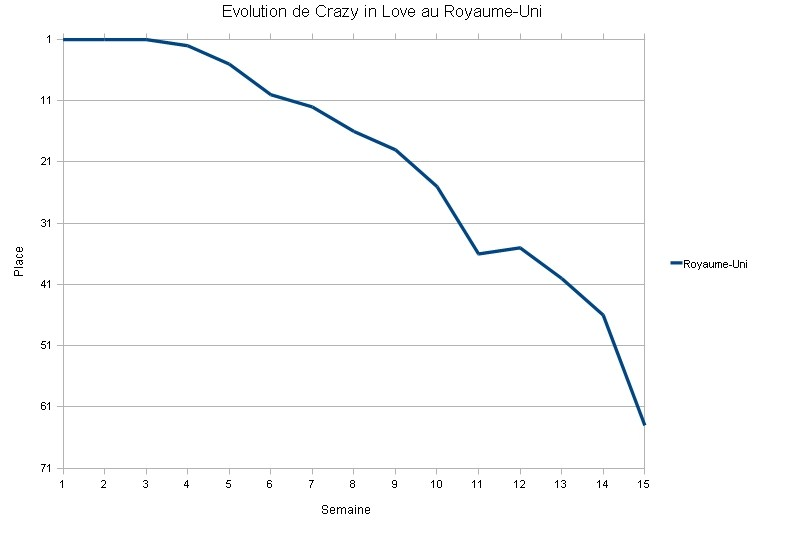
Gráfico que ilustra a estadia de "Crazy in Love" no UK Singles Chart

Em 12 de julho, "Crazy in Love" debutou na britânica UK Singles Chart diretamente no posto máximo. Com isso, Beyoncé se tornou a terceira artista feminina a liderar simultaneamente tanto o supracitado quanto o UK Albums Chart — ambas as tabelas mais importantes do país —, depois de Mariah Carey em 1994 e Kylie Minogue em 2001. Se for incluir sua carreira com Destiny's Child, este foi o terceiro single número um da cantora no Reino Unido e a única música a chegar a esse posto tanto no UK Singles Chart quanto na Billboard Hot 100 em 2003. No primeiro citado, constou por três semanas na liderança e ficou por quinze entre os cem primeiros colocados. Vendeu mais de 2 milhões de unidades no Reino Unido — de acordo com a The Official Charts Company (OCC) —, o que levou-o a ser certificado de platina quádrupla pela British Phonographic Industry (BPI). Em outras regiões da Europa, a composição também experimentou sucesso comercial, alcançando a segunda posição da European Hot 100 Singles e qualificando-se entre os dez primeiros lugares em países como a Alemanha, Áustria, nos territórios belgas de Flandres e Valônia, Croácia, Dinamarca, Hungria, Itália, Países Baixos, Noruega, Suécia e Suíça. Foi líder na Irlanda, onde permaneceu por dezoito semanas. Na Oceania, realizou a sua entrada na 2.ª classificação da australiana ARIA Charts — sua posição de pico na parada — antes de receber dez certificados de platina pela Australian Recording Industry Association (ARIA), devido à distribuição de 700 mil réplicas. Alcançou a mesma posição na Nova Zelândia onde, ao comercializar 15 mil réplicas, recebeu certificado de ouro pela Recorded Music NZ (RMNZ).
| País — Tabela musical (2003)            | Posição de pico |
| --------------------------------------- | --------------- |
| Alemanha (GfK Entertainment Charts)     | 6               |
| Austrália (ARIA Charts)                 | 2               |
| Áustria (Ö3 Austria Top 40)             | 8               |
| Bélgica (Ultratop 50 de Flandres)       | 5               |
| Bélgica (Ultratop 40 da Valônia)        | 10              |
| Canadá (Canadian Hot 100)               | 2               |
| Dinamarca (Tracklisten)                 | 5               |
| Escócia (OCC)                           | 1               |
| Espanha (PROMUSICAE)                    | 2               |
| Estados Unidos (Billboard Hot 100)      | 1               |
| Estados Unidos (Hot Dance Club Songs)   | 1               |
| Estados Unidos (Dance/Mix Show Airplay) | 1               |
| Estados Unidos (Hot R&B/Hip-Hop Songs)  | 1               |
| Estados Unidos (Mainstream Top 40)      | 1               |
| Estados Unidos (Rhythmic Songs)         | 1               |
| Europa (European Hot 100 Singles)       | 1               |
| Finlândia (IFPI Finlândia)              | 12              |
| França (SNEP)                           | 21              |
| Grécia (IFPI Grécia)                    | 3               |
| Hungria (Dance Top 40)                  | 2               |
| Hungria (Single Top 40)                 | 3               |
| Hungria (Rádiós Top 40)                 | 2               |
| Irlanda (IRMA)                          | 1               |
| Itália (FIMI)                           | 5               |
| Noruega (VG-lista)                      | 5               |
| Nova Zelândia (Recorded Music NZ)       | 2               |
| Países Baixos (Dutch Top 40)            | 2               |
| Países Baixos (Single Top 100)          | 2               |
| Reino Unido (UK Singles Chart)          | 1               |
| Romênia (Romanian Top 100)              | 4               |
| Suécia (Sverigetopplistan)              | 4               |
| Suíça (Schweizer Hitparade)             | 3               |

| País — Tabela musical (2000–2009)  | Posição |
| ---------------------------------- | ------- |
| Estados Unidos (Billboard Hot 100) | 40      |

| País — Tabela musical (2003)           | Posição |
| -------------------------------------- | ------- |
| Alemanha (GfK Entertainment Charts)    | 37      |
| Austrália (ARIA Charts)                | 28      |
| Áustria (Ö3 Austria Top 40)            | 50      |
| Bélgica (Ultratop 50 de Flandres)      | 20      |
| Bélgica (Ultratop 40 da Valônia)       | 40      |
| Estados Unidos (Billboard Hot 100)     | 4       |
| Estados Unidos (Dance Club Play)       | 38      |
| Estados Unidos (Hot R&B/Hip-Hop Songs) | 14      |
| Estados Unidos (Mainstream Top 40)     | 11      |
| Estados Unidos (Rhythmic Top 40)       | 11      |
| Estados Unidos (Top 40 Tracks)         | 9       |
| França (SNEP)                          | 86      |
| Irlanda (IRMA)                         | 12      |
| Itália (FIMI)                          | 22      |
| Nova Zelândia (Recorded Music NZ)      | 24      |
| Países Baixos (Dutch Top 40)           | 15      |
| Países Baixos (Single Top 100)         | 28      |
| Romênia (Romanian Top 100)             | 39      |
| Reino Unido (UK Singles Chart)         | 15      |
| Suécia (Sverigetopplistan)             | 33      |
| Suíça (Schweizer Hitparade)            | 11      |

| Região | Certificação | Vendas     |
| --- | ------------ | ---------- |
| Austrália (ARIA) | 10× Platina  | 900 000^   |
| Bélgica (BEA) | Ouro         | 10 000*    |
| Canadá (Music Canada) | 5× Platina   | 500 000‡   |
| Dinamarca (IFPI Dinamarca) | Platina      | 90 000‡    |
| Espanha (PROMUSICAE) | Platina      | 60 000^    |
| Estados Unidos (RIAA) | 8× Platina   | 8 000 000‡ |
| Estados Unidos (RIAA) (tom de chamada) | Ouro         | 500 000^   |
| Japão (RIAJ) | Ouro         | 100 000*   |
| Japão (RIAJ) (tom de chamada) | 2× Platina   | 500 000*   |
| Noruega (IFPI Noruega) | Ouro         | 5 000*     |
| Nova Zelândia (RIANZ) | Ouro         | 5 000*     |
| Portugal (AFP) | Platina      | 40 000‡    |
| Reino Unido (BPI) | 3× Platina   | 2 200 000  |
| *números de vendas baseados somente na certificação ^distribuições baseadas apenas na certificação ‡vendas+valores de streaming baseados somente na certificação |              |            |

## Histórico de lançamento
| País           | Data                | Título                                | Formato                                                       | Gravadora            | Ref.                 |
| -------------- | ------------------- | ------------------------------------- | ------------------------------------------------------------- | -------------------- | -------------------- |
| Estados Unidos | 14 de maio de 2003  | "Crazy in Love"                       | Download digital                                              | Columbia Music World | [ 10 ]               |
| Irlanda        | 18 de maio de 2003  | "Crazy in Love"                       | Download digital                                              | Sony Music           | [ 247 ]              |
| Estados Unidos | 18 de maio de 2003  | "Crazy in Love"                       | Rádios mainstream, urban contemporary e rhythmic contemporary | Columbia             | [ 12 ] [ 11 ] [ 13 ] |
| Alemanha       | 27 de maio de 2003  | "Crazy in Love" "Krazy in Luv"        | (EP) digital                                                  | Sony Music           | [ 248 ]              |
| França         | 30 de junho de 2003 | "Crazy in Love" "Krazy in Luv"        | Maxi CD                                                       | Sony Music           | [ 249 ]              |
| Alemanha       | 30 de junho de 2003 | "Crazy in Love" "Krazy in Luv"        | CD maxi CD                                                    | Sony Music           | [ 19 ]               |
| Suíça          | 30 de junho de 2003 | "Krazy in Luv"                        | Download digital                                              | Sony Music           | [ 17 ]               |
| Reino Unido    | 30 de junho de 2003 | "Crazy in Love" "Krazy in Luv"        | CD                                                            | Columbia             | [ 21 ]               |
| Austrália      | 7 de julho de 2003  | "Crazy in Love" "Krazy in Luv"        | Maxi CD                                                       | Sony Music           | [ 20 ]               |
| França         | 7 de julho de 2003  | "Crazy in Love"                       | DVD                                                           | Sony Music           | [ 250 ]              |
| Estados Unidos | 8 de julho de 2003  | "Crazy in Love"                       | DVD                                                           | Columbia Music World | [ 251 ]              |
| Estados Unidos | 10 de maio de 2015  | Trilha sonora de Fifty Shades of Grey | Download digital                                              | Columbia Parkwood    | [ 252 ]              |